# Rudolf Gaßdorf
Rudolf J. Gaßdorf (* 9. Oktober 1933 in Blumenthal (Bremen); † 10. September 2002 in Bremen) war ein Politiker aus Bremen (CDU) und er war Mitglied der Bremischen Bürgerschaft.

## Biografie
Gaßdorf hat den Beruf eines Speditionskaufmannes gelernt. Er war später Geschäftsführer einer GmbH in diesem Bereich.

### Politik
Gaßdorf war Mitglied in der CDU in Bremen-Nord.
Von 1967 bis 1995 war er 28 Jahre lang Mitglied der Bremischen Bürgerschaft und in verschiedene Deputationen und Ausschüssen der Bürgerschaft tätig. Er war der hafenpolitische Sprecher der CDU-Fraktion und Mitglied bzw. Stellvertretender Vorsitzender der Deputation für die Häfen in der Bürgerschaft.